# 福建華通銀行
福建華通銀行股份有限公司（簡稱：華通銀行，縮寫：OneBank）是一家總部設于中華人民共和國福建平潭綜合實驗區的民營銀行，是福建省第一家獲准開業的民營銀行，注冊資本24億元人民幣。

## 曆史沿革
- 2016年11月23日，經中國銀監會批准籌建福建華通銀行[3]。
- 2017年1月27日，經中國銀監會福建銀監局批複福建華通銀行正式成立[4]。

## 外部鏈接
- 福建華通銀行官方網站 （页面存档备份，存于）（简体中文）